# دیوید دارومون
دیوید دارومون (انگلیسی: David Darmon؛ زادهٔ ۱۱ مارس ۱۹۷۴) بازیکن فوتبال است.
از باشگاه‌هایی که در آن بازی کرده‌است می‌توان به باشگاه فوتبال الچه اشاره کرد.